# Stillleben (Film)
Stillleben ist ein aus Österreich stammender Spielfilm aus dem Jahr 2011 mit Daniela Golpashin und Christoph Luser in den Hauptrollen. Regie führte Sebastian Meise, der zusammen mit dem Drehbuchautor Thomas Reider die Idee zum Film hatte.

## Handlung
Ein Familienvater bezahlt Prostituierte dafür, dass diese sich in Rollenspielen als seine Tochter ausgeben.
Die schockierende Entdeckung einer lebenslang verheimlichten Obsession erschüttert ein fragiles familiäres Gefüge.
„Ich möchte dir gern beim Duschen zuschauen.

Du trocknest dich nicht ab.

Du setzt dich auf meinen Schoß.

Dann trockne ich dich ab.

Ich möchte deinen Körper streicheln.

Dabei möchte ich dich Lydia nennen.“
Als Bernhard diese Anweisungen als Brief an eine junge Prostituierte findet, ändert sich das Leben seiner Familie grundlegend. Denn Lydia ist der Name seiner Schwester und der Verfasser dieses Textes sein eigener Vater. Lydia kommt nach Hause, um ihren Vater bei der Therapie gegen seine Alkoholkrankheit zu unterstützen. Bernhard kommt hinzu und legt mit starrer Miene den gefundenen Zettel auf den Tisch, woraufhin der Vater wortlos geht. Der Vater ist nicht in der Lage über seine pädophile Neigung zu sprechen, lässt jedoch eine bisher versteckte Kiste mit den Kinderfotos von Lydia offen in der Werkstatt liegen. Bernhard und Lydia entdecken die Bilder und erkennen, wozu sie dienen. Lydia will daraufhin abreisen. Bernhard versucht herauszufinden, was in der Vergangenheit geschehen ist. Lydia will zuerst nicht darüber reden, sie ist hin- und hergerissen zwischen ihrem Wunsch zur Flucht und ihrer Zuneigung zur Familie. Die Mutter versucht nach außen hin den Schein der Normalität zu wahren und der Vater sucht einen Weg, mit seinem Gefühl der Scham und der Schuld zurechtzukommen. Als der Vater ein Gewehr aus dem Keller holt, um auf seine Art Buße zu tun, lernen die Geschwister einander zu vertrauen.

## Hintergrund
Stillleben ist das Spielfilmdebüt von Sebastian Meise. Der Film hatte auf dem San Sebastian International Film Festival 2011 seine Premiere. Der Film wurde von den Unternehmen FreibeuterFilm und Lotus Film produziert. FreibeuterFilm ist eine Produktionsfirma für Dokumentar- und Spielfilme, die 2007 von Oliver Neumann, Sudabeh Mortezai, Sebastian Meise und Sabine Moser gegründet wurde. Im Zuge der Recherche innerhalb der Projektentwicklung zu Stillleben entstand der Dokumentarfilm Outing, den Sebastian Meise und Thomas Reider gemeinsam realisierten.

## Auszeichnung
- Großer Diagonale-Preis Spielfilm – Bester österreichischer Spielfilm, Diagonale 2012
- Thomas-Pluch-Drehbuchpreis – Würdigungspreis 2012
- Preis für Beste Bildgestaltung Spielfilm an Gerald Kerkletz, Diagonale 2012
- Preis für Bestes Kostümbild Spielfilm an Katharina Wöppermann, Diagonale 2012
- Special Jury Mention – New Directors Competition, Festival Internacional de Cine de San Sebastián 2011
- Carl-Mayer-Drehbuchpreis 2007[5]